# گوورجین‌دره (دمیراوزو)

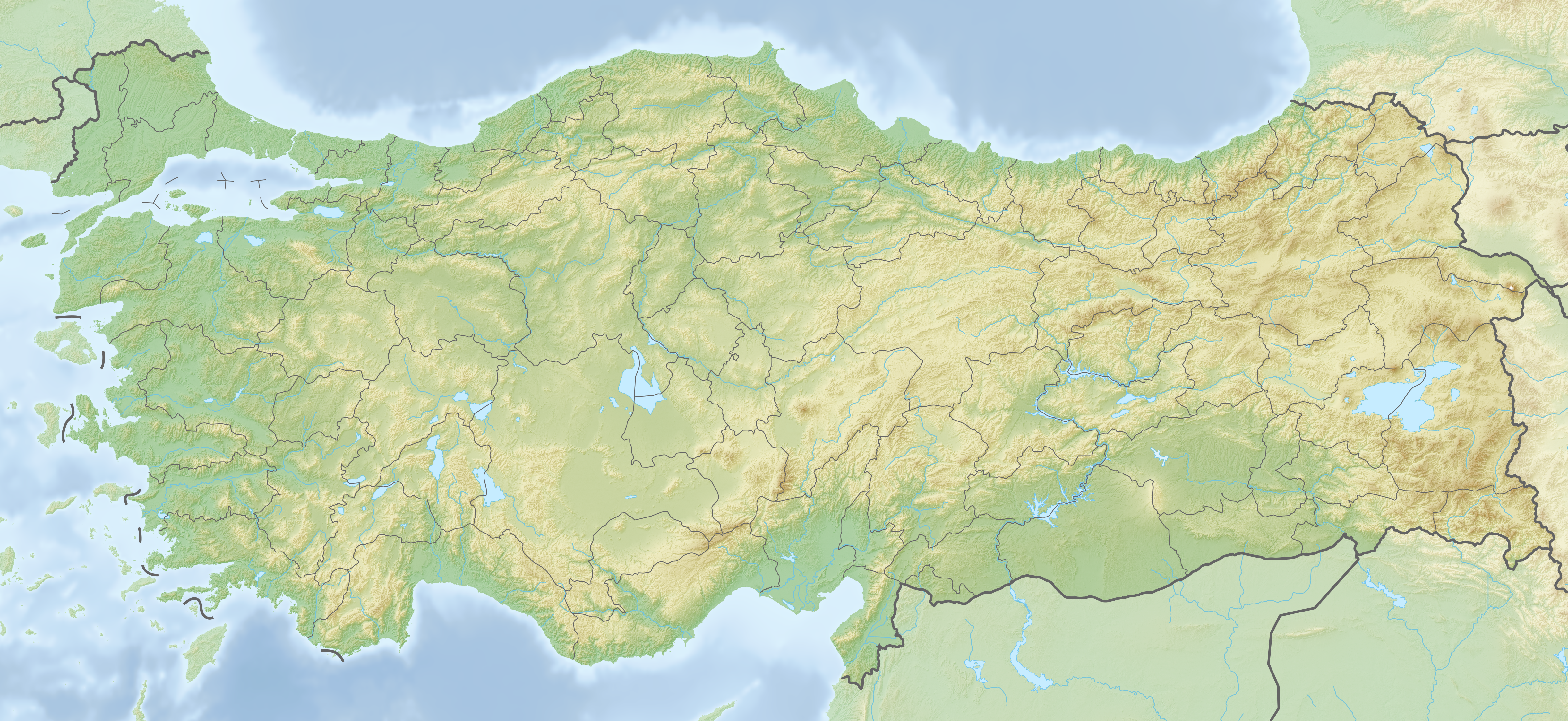
نقشه گوورجین

گوورجین‌دره (به ترکی استانبولی: Güvercindere) (به کردی: Aşuqe) (به ارمنی: Աշուկա) یک منطقهٔ مسکونی در ترکیه است که در دمیراوزو واقع شده‌است. گوورجین‌دره ۴۲ نفر جمعیت دارد.